# Delfino Pescara 1936
El  Delfino Pescara 1936 es un club de fútbol de Italia, con sede en Pescara, en la región de los Abruzos. Fue fundado en 1936 y refundado en 2009. Compite en la Serie B, segunda categoría del fútbol italiano.

## Historia
El 4 de julio de 1936 fue fundada la Società Sportiva Pescara gracias al interés de Angelo Vetta. El nuevo club, que adoptó el blanco y el azul como sus colores, tuvo como primer entrenador a Edmondo De Amicis y debutó en 1937-38 en el grupo D de la Primera División de los Abruzos, obteniendo inmediatamente el ascenso a la Serie C. A finales de la temporada 1940-41 llegó el primer ascenso a la Serie B del Pescara, dirigido por el campeón mundial Mario Pizziolo.
En la temporada 1976-77, con Giancarlo Cadè a la cabeza, el Pescara finalizó el campeonato en segundo lugar con 49 puntos, a la par de Cagliari y Atalanta, por lo que hubo que definir a los ascendidos en una liguilla. Gracias a dos empates sin goles, Pescara terminó segundo en la clasificación, lo que significó el ascenso, el primero en la Serie A para el club adriático.

## Uniforme

### Uniforme titular
| 2016-17 | 2017-18 | 2018-19 | 2019-20 |

## Estadio

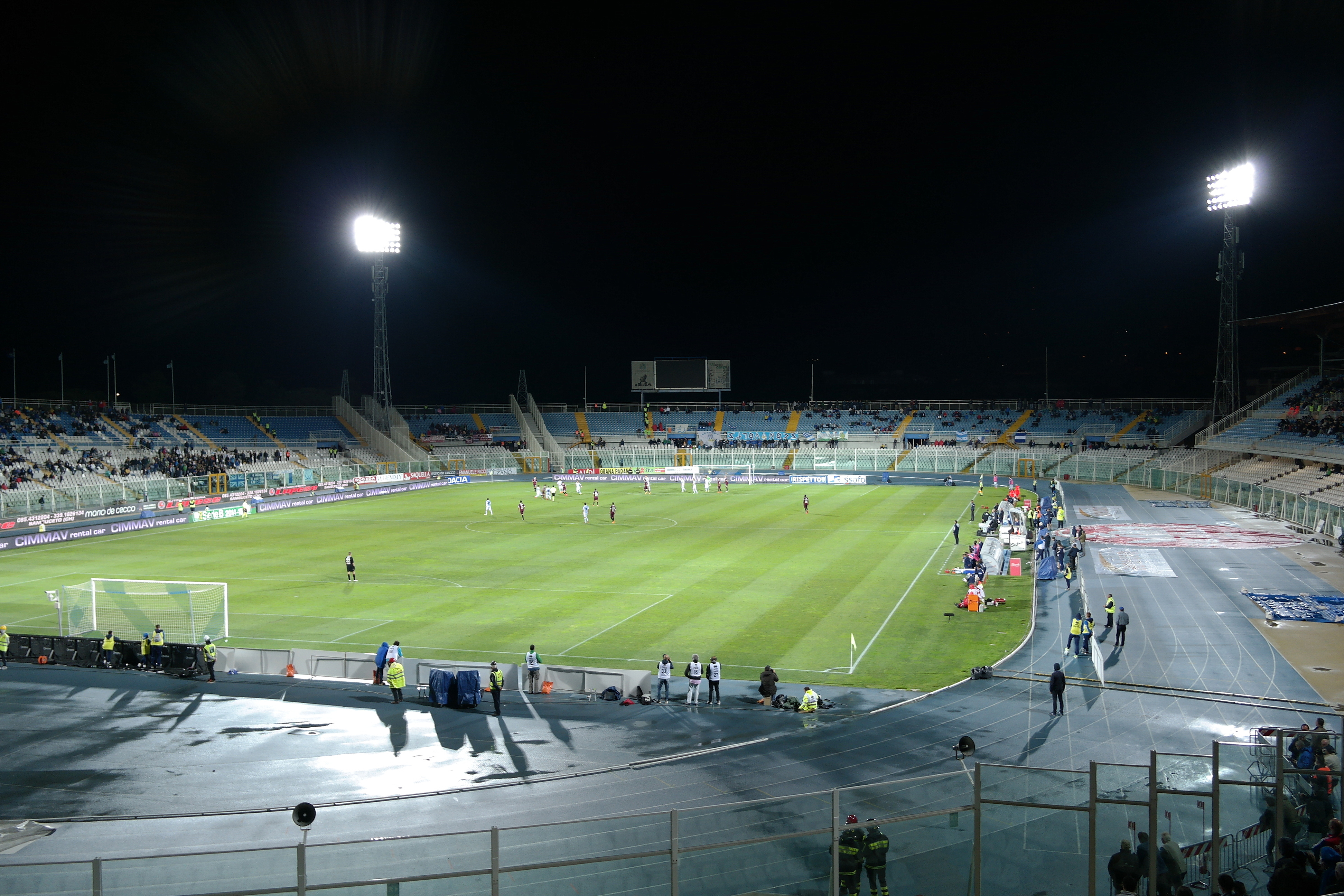
Stadio Adriatico, estadio del equipo desde 1955.

El Stadio Adriatico cuenta con una capacidad de 24 000 espectadores, fue diseñado por el arquitecto italiano Luigi Piccinato y la construcción del estadio se finalizó e inauguró en el año 1955.
Originalmente, el estadio tenía gradas de un solo nivel y nada más podía albergar 10 000 espectadores. Después del primer ascenso del club a la Serie A en 1977, se estaba pensando en una ampliación de la curva del estadio y también se le agregó otro nivel a las gradas lo que permitió una mejora de la posibilidad de aforo incrementando la cantidad de espectadores a 34.000 espectadores.
En 2009, el estadio sufrió una renovación para adaptarse de mejor manera a los Juegos Mediterráneos de 2009, que acogió Pescara. Al final de la renovación, con un coste total de alrededor de € 15 millones, la capacidad del estadio se fijó en 24.400 asientos. También se cubrieron dos tribunas con un laminado de madera y se incluyeron aires acondicionados en áreas VIP y una nueva sala de prensa además de asientos reclinables, sumado a la adición de ascensores más modernos para permitir el acceso a las secciones VIP y la tribuna de prensa.

## Entrenadores
- Edmondo de Amicis (1937-38)
- Pietro Piselli (1938-39)
- Armando Bonino (1939-40)
- Mario Pizziolo (1940-41)
- Luigi Ferrero (1941-43)
- Edmondo De Amicis (1944-45)
- Giuseppe Marchi (1945-46)
- József Bánás (1946-47)
- Mario Pizziolo (1947-48)
- Gino Piccinini (1948-49)
- Benedetto Stella (1949-50)
- Luigi Del Grosso (1950-53)
- Umberto De Angelis (1953-55)
- Alfredo Notti (1955-56)
- Orazio Sola (1956)
- Renato Piacentini y Alfredo Monza (1957)
- Renato Piacentini (1957-58)
- Mario Tontodonati (1958)
- Aurelio Marchese (1959)
- Mario Tontodonati (1959-60)
- Ljubo Benčić (1961)
- Umberto De Angelis (1961-62)
- Leonardo Costagliola (1962-63)
- Renato Piacentini (1963)
- Ljubo Benčić (1964)
- Vincenzo Marsico (1965)
- Antonio Giammarinaro (1965)
- Alfredo Notti (1965)
- Antonio Giammarinaro (1966)
- Sergio Cervato (1966-67)
- Antonio Giammarinaro (1967-68)
- Gianni Seghedoni (1968)
- Mario Tontodonati (1969)
- Dante Lacorata (1970)
- Francesco Capocasale (1970-71)
- Vitaliano Patricelli (1971)
- Renato Tofani (1972)
- Domenico Rosati (1972-76)
- Giancarlo Cadè (1976-78)
- Antonio Angelillo (1978-79)
- Gustavo Giagnoni (1979-80)
- Aldo Agroppi (1980-81)
- Saul Malatrasi (1981)
- Mario Tiddia (1981)
- Giuseppe Chiappella (1982)
- Domenico Rosati (1982-84)
- Enrico Catuzzi (1984-86)
- Giovanni Galeone (1986-89)
- Ilario Castagner (1989)
- Edoardo Reja (1989-90)
- Carlo Mazzone (1990)
- Giovanni Galeone (1991-93)
- Vincenzo Zucchini (1993)
- Gianni Corelli y Vincenzo Zucchini (1993)
- Franco Scoglio (1993)
- Giorgio Rumignani (1993-94)
- Francesco Oddo (1995)
- Giuseppe Donatelli (1996)
- Luigi Maifredi (1996)
- Francesco Oddo (1996)
- Delio Rossi (1996-97)
- Maurizio Viscidi (1997)
- Adriano Buffoni (1998)
- Francesco Giorgini (1998)
- Cetteo Di Mascio (1998)
- Luigi De Canio (1998-99)
- Giovanni Galeone (1999-00)
- Delio Rossi (2000)
- Giovanni Galeone (2000)
- Tarcisio Burgnich (2001)
- Delio Rossi (2001)
- Ivo Iaconi (2001-04)
- Cetteo Di Mascio (2004)
- Giovanni Simonelli (2004-05)
- Maurizio Sarri (2005-06)
- Davide Ballardini (2006)
- Aldo Ammazzalorso (2006)
- Luigi De Rosa (2007)
- Franco Lerda (2007-08)
- Giuseppe Galderisi (2008)
- Antonello Cuccureddu (2009)
- Eusebio Di Francesco (2010-11)
- Zdeněk Zeman (2011-12)
- Giovanni Stroppa (2012)
- Cristiano Bergodi (2012-13)
- Cristian Bucchi (2013)
- Pasquale Marino (2013)
- Serse Cosmi (2014)
- Marco Baroni (2014-15)
- Massimo Oddo (2015-16)
- Zdeněk Zeman (2017)
- Massimo Epifani (2018)
- Giuseppe Pillon (2018-19)
- Luciano Zauri (2019)
- Nicola Legrottaglie (2020)
- Andrea Sottil (2020)
- Massimo Oddo (2020)
- Roberto Breda (2020)
- Gianluca Grassadonia (2021)
- Gaetano Auteri (2021-22)
- Luciano Zauri (2022)
- Alberto Colombo (2022-23)
- Zdeněk Zeman (2023-)

## Palmarés

### Torneos nacionales
- Serie B (2): 1986-87, 2011-12

### Torneos interregionales
- Serie C (1): 1973-74 (Grupo C)
- Promozione (1): 1951-52 (Grupo L)
- Serie D (1): 1972-73 (Grupo H)